# Hyparrhenia rufa
Espèce
Hyparrhenia rufa est une espèce d'herbes du genre Hyparrhenia. Cette graminée a des tiges atteignant 3 m de haut, se développe dans les régions tropicales avec une bonne pluviométrie et se présente sous forme de touffes.